# Anthriscus nemorosa
Anthriscus nemorosa är en växtart i släktet småkörvlar (Anthriscus) och familjen flockblommiga växter. Arten är en två- eller flerårig ört som förekommer i östra och sydöstra Europa, Mellanöstern, Centralasien, Kina och Japan.